# Goethes Faust

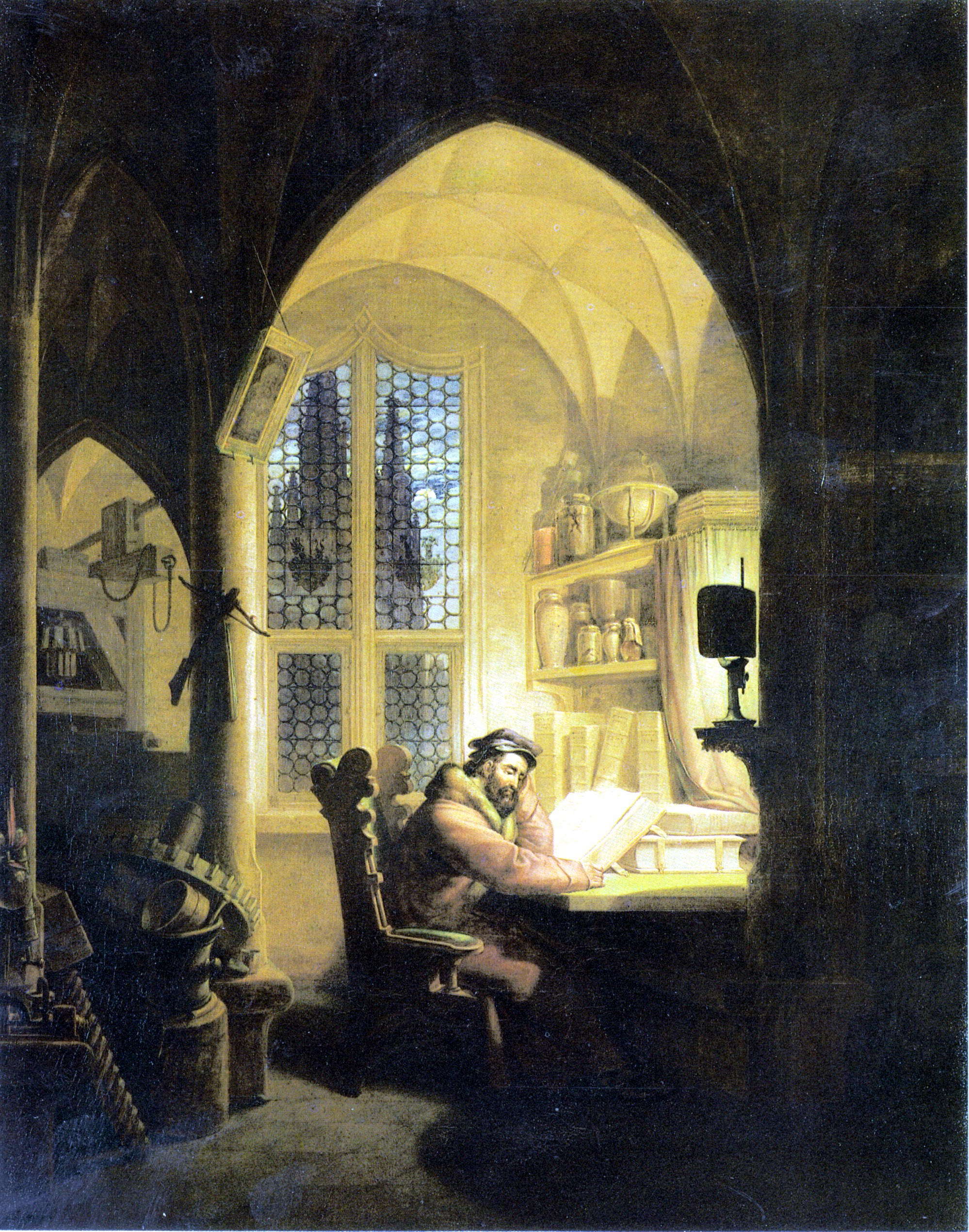
Faust im Studierzimmer (Gemälde von Georg Friedrich Kersting, 1829)

Mit Goethes Faust wird Johann Wolfgang von Goethes Bearbeitung des Fauststoffs bezeichnet. Der Begriff kann sich auf den ersten Teil der von Goethe geschaffenen Tragödie, auf deren ersten und zweiten Teil gemeinsam oder insgesamt auf die Arbeiten am Fauststoff beziehen, die Goethe durch sechzig Jahre hindurch immer wieder neu aufnahm. Er umfasst in diesem letzteren Sinne auch die Entwürfe, Fragmente, Kommentare und Paralipomena des Dichters zu seinem Faustwerk und zum Fauststoff.
Zu den einzelnen Teilen und Versionen von Goethes Faustwerk siehe:
- Urfaust, erster Entwurf, entstanden zwischen 1772 und 1775, postum 1887 erstveröffentlicht
- Faust. Ein Fragment, vollendet 1788, erschienen 1790
- Faust. Eine Tragödie. (auch Faust. Der Tragödie erster Teil oder kurz Faust I), erschienen 1808
- Faust. Der Tragödie zweiter Teil (auch kurz Faust II), erschienen 1832